# Мацумото (княжество)

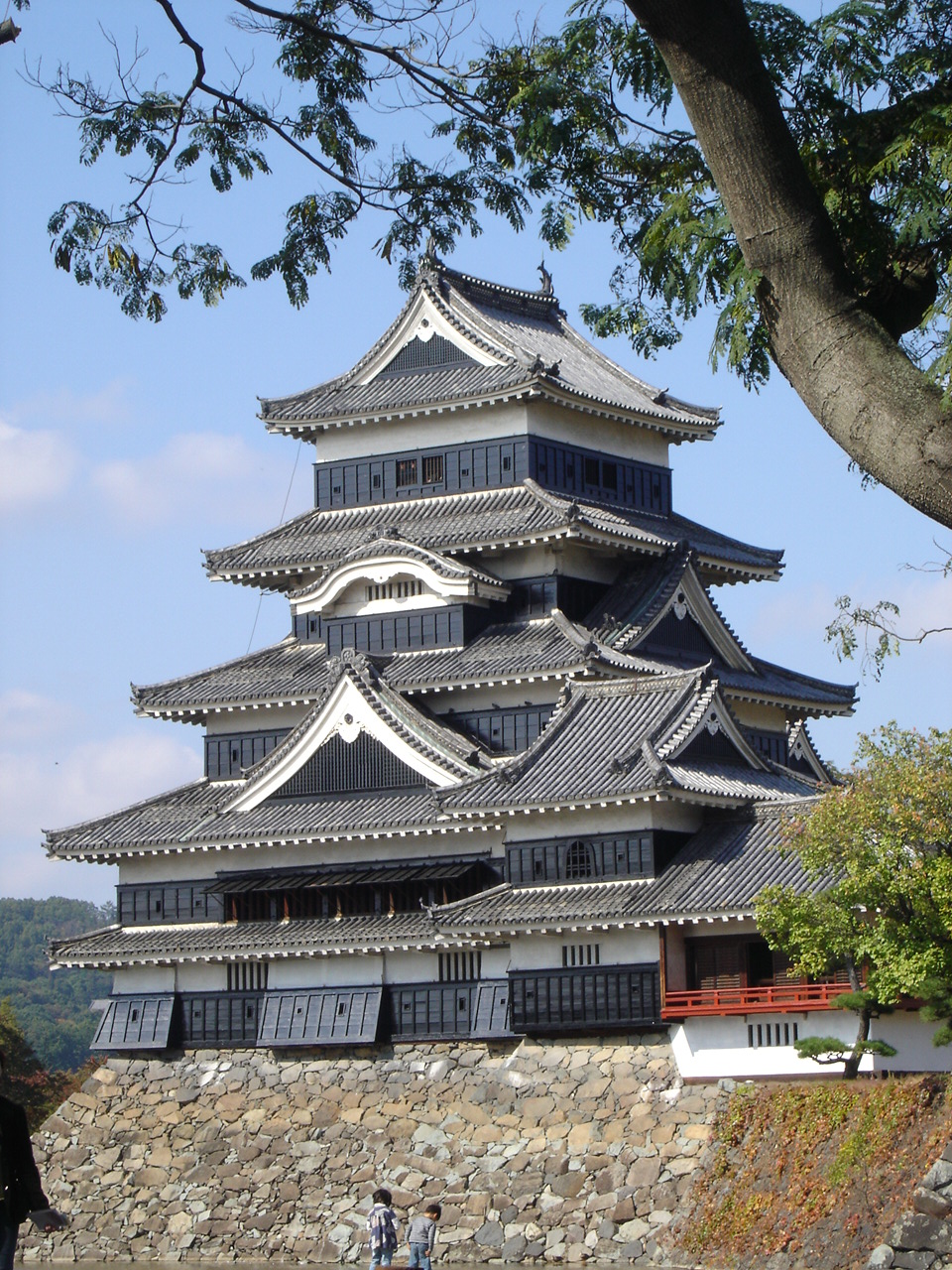
Замок Мацумото

Княжество Мацумото (яп. 松本藩 Мацумото-хан) — феодальное княжество (хан) в Японии периода Эдо (1590—1871), в провинции Синано региона Тосандо на острове Хонсю (современная префектура Нагано).

## Краткая история
Административный центр княжества: Замок Мацумото в провинции Синано
Доход хана:
- 1590—1613 годы — 100 000 коку риса
- 1613—1617 годы — 80 000 коку
- 1617—1638 годы — 70 000 коку риса
- 1638—1642 годы — 100 000 коку
- 1642—1725 годы — 70 000 коку
- 1725—1871 годы — 60 000 коку риса

Княжество Мацумото было создано в 1590 году Его первым правителем стал Исикава Иэнари (Кадзумаса) (1533—1593), военачальник Токугава Иэясу, участвовавший во всех его военных кампаниях. В 1592 году он передал власть своему старшему сыну Исикава Ясунага (1554—1643). В 1613 году был лишен владений и отправлен в ссылку.
В 1613 году Мацумото-хан был передан Огасавара Хидэмаса (1569—1615), вассалу Токугава Иэясу и бывшему правителю Иида-хан (провинция Синано). В 1615 году ему наследовал второй сын Огасавара Тададзанэ (1596—1667), который правил два года. В 1617 году Огасавара Тададзанэ был переведён в Акаси-хан (провинция Харима).
В 1617 году правителем княжества стал Тода (Мацудайра) Ясунага (1563—1633), ранее владевший Касама-ханом (провинция Хитати) и Такасаки-ханом (провинция Кодзукэ). В 1633 году после смерти Мацудайры Ясунаги новым правителем хана стал его третий сын Мацудайра Ясунао (1617—1634), который в том же году был переведён в Акаси-хан.
В 1633 году Мацумото-хан получил Мацудайра Наомаса (1601—1666), третий сын Юки Хидэясу, бывший правитель Оно-хана (провинция Этидзэн). В 1638 году его перевели в Мацуэ-хан (провинция Идзумо).
В 1638 году правителем княжество Мацумото стал Хотта Масамори (1606—1651), ранее княживший в Кавагоэ-хане (провинция Мусаси). В 1642 году он был переведён в Сакура-хан (провинция Симоса).
В 1642—1725 годах Мацумото-ханом управлял род Мидзуно. В 1642 году 1-м даймё княжества Мацумото стал Мидзуно Тадакиё (1582—1647), бывший правитель Ёсида-хана (провинция Микава). В 1725 году 6-й даймё Мидзуно Тадацунэ (1701—1739), правивший в 1723—1725 годах, был лишен своих владений.
В 1725—1871 годах княжеством Мацумото правил род Мацудайра (ветвь Тода). В 1725 году первым правителем хана стал Мацудайра Мицутика (1712—1732), бывший даймё Тоба-хана (провинция Сима). Его потомки управляли доменом вплоть до 1871 года.
Мацумото-хан был ликвидирован в 1871 году.

## Правители княжества
- Род Исикава, 1590—1613 (тодзама-даймё)

| № | Имя               | Имя       | Годы правления | Годы жизни  | Примечания                               |
| - | ----------------- | --------- | -------------- | ----------- | ---------------------------------------- |
| 1 | Исикава Кадзумаса | 石川 数正 | 1590 — 1592    | 1533 — 1593 | Сын Исикава Ясумаса                      |
| 2 | Исикава Ясунага   | 石川康長  | 1592 — 1613    | 1554 — 1643 | Старший сын и преемник Исикава Кадзумаса |

- Род Огасавара, 1613—1617 (фудай-даймё)

| № | Имя                 | Имя        | Годы правления | Годы жизни  | Примечания                               |
| - | ------------------- | ---------- | -------------- | ----------- | ---------------------------------------- |
| 1 | Огасавара Хидэмаса  | 小笠原秀政 | 1613 — 1615    | 1569 — 1615 | Сын Огасавара Садакити                   |
| 2 | Огасавара Тададзанэ | 小笠原忠真 | 1615 — 1617    | 1596 — 1667 | Второй сын и преемник Огасавара Хидэмаса |

- Род Мацудайра (ветвь Тода), 1617—1633 (фудай-даймё)

| № | Имя               | Имя        | Годы правления | Годы жизни  | Примечания                   |
| - | ----------------- | ---------- | -------------- | ----------- | ---------------------------- |
| 1 | Мацудайра Ясунага | 松平康長   | 1617 — 1633    | 1562 — 1633 | Сын Тода Тадасигэ            |
| 2 | Мацудайра Ясунао  | 小笠原忠真 | 1633           | 1617 — 1634 | Третий сын Мацудайры Ясунаги |

- Род Мацудайра (ветвь Этидзэн), 1633—1638 (симпан-даймё)

| № | Имя               | Имя      | Годы правления | Годы жизни  | Примечания             |
| - | ----------------- | -------- | -------------- | ----------- | ---------------------- |
| 1 | Мацудайра Наомаса | 松平直政 | 1633 — 1638    | 1601 — 1666 | Третий сын Юки Хидэясу |

- Род Хотта, 1638—1642 (фудай-даймё)

| № | Имя            | Имя       | Годы правления | Годы жизни  | Примечания                |
| - | -------------- | --------- | -------------- | ----------- | ------------------------- |
| 1 | Хотта Масамори | 堀田 正盛 | 1638 — 1642    | 1606 — 1651 | Старший сын Хотта Масаёси |

- Род Мидзуно, 1642—1725 (фудай-даймё)

| № | Имя              | Имя      | Годы правления | Годы жизни  | Примечания                             |
| - | ---------------- | -------- | -------------- | ----------- | -------------------------------------- |
| 1 | Мидзуно Тадакиё  | 水野忠清 | 1642 — 1647    | 1582 — 1647 | Сын Мидзуно Кацусигэ, даймё Кария-хана |
| 2 | Мидзуно Тадамото | 水野忠職 | 1647 — 1668    | 1613 — 1668 | Второй сын и преемник Мидзуно Тадакиё  |
| 3 | Мидзуно Таданао  | 水野忠直 | 1668 — 1713    | 1652 — 1713 | Второй сын Мидзуно Тадамото            |
| 4 | Мидзуно Тадатика | 水野忠周 | 1713 — 1718    | 1672 — 1718 | Старший сын и преемник Мидзуно Таданао |
| 5 | Мидзуно Тадамото | 水野忠幹 | 1718 — 1723    | 1699 — 1723 | Старший сын Мидзуно Тадатики           |
| 6 | Мидзуно Тадацунэ | 水野忠恒 | 1723 — 1725    | 1701 — 1739 | Второй сын Мидзуно Тадатики            |

- Род Мацудайра (ветвь Тода), 1725—1871 (фудай-даймё)

| № | Имя                | Имя      | Годы правления | Годы жизни  | Примечания                                                                     |
| - | ------------------ | -------- | -------------- | ----------- | ------------------------------------------------------------------------------ |
| 1 | Мацудайра Мицутика | 真田信之 | 1725 — 1732    | 1712 — 1732 | Старший сын Мацудайры Мицухиро, даймё Ёдо-хана                                 |
| 2 | Мацудайра Мицуо    | 真田信政 | 1732 — 1756    | 1716 — 1656 | Третий сын Мацудайры Мицухиро, даймё Ёдо-хана, приемный сын Мацудайры Мицутики |
| 3 | Мацудайра Мицуясу  | 真田幸道 | 1756 — 1759    | 1737 — 1759 | Старший сын Мацудайры Мицуо                                                    |
| 4 | Мацудайра Мицумаса | 真田信弘 | 1759 — 1774    | 1744 — 1775 | Второй сын Мацудайры Мицуо, усыновлён Мацудайрой Мицуясу                       |
| 5 | Мацудайра Мицуёси  | 真田信安 | 1774 — 1786    | 1754 — 1786 | Четвертый сын Мацудайры Мицуо                                                  |
| 6 | Мацудайра Мицуюки  | 真田幸弘 | 1786 — 1800    | 1769 — 1840 | Приемный сын Мацудайры Мицуёси                                                 |
| 7 | Мацудайра Мицуцура | 真田幸専 | 1800 — 1837    | 1781 — 1837 | Сын 5-го даймё Мацудайры Мицуёси, усыновлён Мацудайрой Мицуюки                 |
| 8 | Мацудайра Мицуцунэ | 真田幸貫 | 1837 — 1845    | 1798 — 1878 | Сын 6-го даймё Мацудайры Мицуюки, усыновлён Мацудайрой Мицуцурой               |
| 9 | Мацудайра Мицухиса | 真田幸教 | 1845 — 1871    | 1828 — 1892 | Второй сын и преемник Мацудайры Мицуцунэ                                       |